# Severnoje sijanije
Severnoje sijanije (russisk: Северное сияние) er en russisk spillefilm fra 2001 af Andrej Razenkov.

## Medvirkende
- Marina Aleksandrova som Anja
- Aleksandr Zbrujev som Sergej
- Irina Apeksimova som Natalja
- Jelena Koreneva
- Daniil Strakhov som Vadim